# Parafia św. Marii Magdaleny w Łęgonicach Małych
Parafia św. Marii Magdaleny w Łęgonicach Małych – jedna z 11 parafii rzymskokatolickich dekanatu drzewickiego diecezji radomskiej.

## Historia
Pierwszy kościół zbudowano w roku lokacji miasta Łęgonice - 1420r. z fundacji arcybiskupa gnieźnieńskiego Mikołaja Trąby.  Parafia została wymieniona w 1521 roku w opisie Łaskiego Miasteczko Łangonicze. Obecny drugi kościół modrzewiowy pw. św. Marii Magdaleny, został zbudowany po pożarze pierwszego z fundacji Stanisława Małachowskiego marszałka trybunału koronnego, zbudowany w latach 1765–1775 wpisany jest do rejestru zabytków woj. mazowieckiego pod numerami: 438/A/57 z 04.02.1957, 339/A z 23.06.1967 i 85/A z 15.03.1981.

## Zasięg parafii
Do parafii należą wierni z miejscowości: Borowiec, Dąbrowa, Łęgonice Małe, Myślakowice, Myślakowice-Kolonia.

## Proboszczowie
- 1945–1953 – ks. Waldemar Ślusarczyk
- 1953–1963 – ks. Czesław Lisak
- 1963–1973 – ks. Stanisław Wilk
- 1973–1985 – ks. Edward Adamski
- 1985–1996– ks. Ryszard Staciwa
- 1997–2005 – ks. Marian Strzałkowski
- 2005–2011 – ks. kan. Mieczysław Piasek
- 2011–2014 – ks. Stanisław Piękoś[1]
- 2014–2017 – ks. Tadeusz Żak
- od 2017 – ks. Robert Kotowski